# Lingapatna, Malavalli
Lingapatna là một làng thuộc tehsil Malavalli, huyện Mandya, bang Karnataka, Ấn Độ.